# Scientific-Use-File
Der Begriff Datei zur wissenschaftlichen Nutzung (DWN) oder englisch Scientific-Use-File (SUF) bezeichnet eine Datei der Forschungsdateninfrastruktur, die zu wissenschaftlichen Zwecken zugänglich ist und in einer Sekundäranalyse ausgewertet werden kann. Derartige Dateien sind meist nur leicht anonymisiert.
Rechtliche Grundlage ist § 16 Abs. 6 des Bundesstatistikgesetzes (BStatG) von 1987.
Siehe auch: Public-Use-File